# Мейте, Бамо
Бамо́ Абду́л Куду́сс Мейте́ (фр. Bamo Abdoul Koudouss Meïté; род. 20 июня 2001 или 3 декабря 2001, Kani, Вороба) — ивуарийский футболист, защитник клуба «Олимпик Марсель», выступающий на правах аренды за клуб «Монпелье».

## Клубная карьера
Мейте — воспитанник клубов «Бри», «АСФ ле Перрё», «Винсьен», «Кретей» и «Монфермель». В 2019 году игрок подписал контракт с командой «Лаваль». 1 сентября 2020 года в матче против «Стейд Биоши» он дебютировал в Лиге 3. Летом 2022 года Мейте перешёл в «Лорьян». 11 января 2023 года в матче против «Монако» он дебютировал в Лиге 1. 19 марта в поединке против «Ниццы» Бамо забил свой первый гол за «Лорьян». Летом того же года Мейте перешёл в марсельский «Олимпик». 